# Alliaume Leblond
Pour l’article homonyme, voir Leblond.
Alliaume Leblond (né le 2 juin 1992) est un coureur cycliste français. Membre de la formation luxembourgeoise Differdange-Losch en 2016, il est également stagiaire à deux reprises dans l'équipe continentale Big Mat-Auber 93 dirigée par Stéphane Javalet en 2011 et 2012.

## Biographie
Licencié à l'AS Marcoussis (Comité Île-de-France) et membre du pôle espoirs de Fontainebleau, Alliaume Leblond se fait remarquer chez les juniors en 2010 lorsqu'il remporte une dizaine de victoires dans sa saison et gagne notamment le Chrono des Nations-Les Herbiers-Vendée juniors ainsi que le Tour de la Guadeloupe juniors.
L'année 2011 au sein de l'équipe CM Aubervilliers 93-BigMat permet au coureur de signer un contrat de stagiaire professionnel avec l'équipe continentale française Big Mat-Auber 93.
Toujours membre du CM Aubervilliers 93-BigMat en 2012 et 2013, il est vainqueur du Grand Prix de Gamaches (Coupe de France DN2) et une nouvelle fois stagiaire chez Auber 93 en 2012. La saison suivante il remporte une étape du Tour des Deux-Sèvres.
En 2014 il change d'équipe, s'engage avec le SCO Dijon et s'adjuge le Grand Prix d'Is-sur-Tille. Il se classe également cinquième du championnat de France espoirs sur route.
L'année suivante il empoche le Grand Prix du Cru Fleurie ainsi que la première étape du Tour du Loiret. Premier leader de cette épreuve, il perd le maillot jaune le lendemain à cause d'une cassure à un kilomètre de l'arrivée de la seconde étape mais termine tout de même cinquième du classement général,. Au cours de la saison il se classe aussi à la treizième place de Paris-Mantes-en-Yvelines, une épreuve de l'UCI Europe Tour. Intéressés par son profil, les dirigeants de l'équipe continentale luxembourgeoise Differdange-Losch lui proposent un contrat pour 2016. Il s'agit de sa troisième expérience à ce niveau et pour son club du deuxième coureur à passer pro en 2015 après Julien Bernard.
En manque de réussite et peu satisfait de sa saison 2016, il ne prolonge pas son contrat avec la formation Differdange-Losch en fin d'année et quitte provisoirement le monde du cyclisme. Il s'engage en 2018 avec le club alsacien du VCU Schwenheim en DN 2.

## Palmarès
- 2010
  - Chrono des Nations-Les Herbiers-Vendée juniors
  - Tour de la Guadeloupe juniors
- 2012
  - Grand Prix de Gamaches
  - 3e du Souvenir Daniel-Fix
- 2013
  - 1er étape du Tour des Deux-Sèvres
  - 3e du Tour de la Manche
- 2014
  - Grand Prix d'Is-sur-Tille
  - 3e de Paris-Chalette-Vierzon
  - 3e du Grand Prix de Boussière-sur-Sambre
- 2015
  - 1er étape du Tour du Loiret
  - Grand Prix du Cru Fleurie
  - 2e du championnat de Bourgogne
  - 3e des Boucles de l'Austreberthe
  - 3e de la Nocturne de Troyes